# James Francis Abbott
James Francis Abbott, né le 27 septembre 1876 à Greeley dans le Colorado et décédé à l'âge de 49 ans le 3 juillet 1926 à San Francisco, est un zoologiste américain qui fut conseiller étranger au Japon durant l'ère Meiji.

## Biographie
Sorti diplômé de l'université Stanford en 1899, il est embauché pour le gouvernement japonais de 1900 à 1903, fait des conférences en anglais à l'université impériale de Tokyo et enseigne à l'académie navale impériale du Japon et à l'école supérieure de commerce.
Il part pour Washington en 1904 et enseigne la zoologie jusqu'en 1917. De retour au Japon en 1919, il devient attaché commercial à l'ambassade américaine et est l'un des représentants américains lors de la conférence navale de Washington en 1921.
Il est l'auteur du livre Japanese Expansion and American Policies publié à New York en 1916.